# Distemper
Distemper — российская ска-панк-группа, основанная в 1989 году.

## История группы
Группа Distemper была основана 4 сентября 1989 года в Москве Романом Шевчуком, Сергеем Байбаковым и Павлом Калининым, которые прежде состояли в группе «Кризисное Отделение» и играли на локальных фестивалях и концертах.
Начинали как хардкор-панк-группа. Через два года после основания группа записала свой дебютный альбом. В 1992 году к группе подсоединился Вячеслав Бирюков, который перенял место вокала и с этого момента писал большинство песен. В новом составе группа записала второй альбом, с которым они стали известны также за пределами Москвы за счёт выступлений в Санкт-Петербурге, Волгограде, Кирове, а также в других городах России.
В 1995 году группа начала играть в стиле ска-панк. Для этого пришлось взять в группу саксофониста Ильича. До 1998 года группа записала три альбома. B 1998 году в группу вошёл Василий Бодылин (тромбон), и был завершён первый этап формирования духовой партии. Виталик (труба) вошёл в состав группы только в 2006 году. Первые альбомы группы на физических носителях (аудиокассета) вышли в середине-конце 1990-х годов на двух московских лейблах — «Хобгоблин Records», принадлежащем независимому продюсеру Дмитрию Кожевникову, и «КТР», принадлежащем лидеру группы «Коррозия металла» Сергею Троицкому. Группа неоднократно выступала на организованных Троицким фестивалях «Панк-революция» и выпускалась на одноимённых сборниках, также выпускаемых «КТР».
В 2002 году Distemper впервые дали концерты за границей. С этого момента почти каждый год группа выступает в Европе за исключением отменённых концертов из-за введённых ограничений, связанных с пандемией COVID-19 с 2020 года.
Distemper работает со многими другими группами. В 2003 году был записан совместный альбом с группой The Know How (США). В 2006 году был записан альбом «Если парни объединятся» с группой «Тараканы!».
Талисманом группы является «Чумовая собака», отсылающая к названию группы. Чумовая собака, в качестве человека в собачьей маске, участвует в концертах группы, развлекая публику комическим представлением. Чумовая собака изображена на обложках всех альбомов Distemper за исключением альбомов «Внатуре! Алё!! Хорош!!!» (1997), «25» (2014) и сингла «Получить ответ» (2010).
В 2014 и 2018 годах коллектив серьёзно взялся за идею перезаписи старых песен, качество которых не удовлетворяло самих музыкантов. В 2014 году вышел сборник «25», содержащий песни из 1990-х годов, а в 2018 была презентована пластинка Best of Brass Time с хитами 2000-х годов. Также в 2018 году вокалист группы записал видеообращение в поддержку антифашистов, подвергшихся пыткам со стороны сотрудников ФСБ. Акцию также поддержали другие участники панк-сцены.
Весной 2021 года у группы выходит альбом «Чистые души», а 6 октября на одноименную песню выходит клип.
В апреле 2023 года выходит ЕР-альбом под названием «Время».
Творчество групп можно условно поделить на несколько этапов:
- с 1989 по 2000 год — период поиска звучания, стилевой разброс в песнях от хардкора до брасс-панка и ска-кора.
- с 2000 по 2005 год — период, который по мнению значительной части слушателей является «золотым». В эти годы были записаны 6 наиболее ярких пластинок. Рост популярности группы совпал с «ска-бумом» в России, пришедшимся на начало 2000-х.
- с 2005 года по настоящее время группа активно выступает и пишет музыку исключительно в жанрах ска-панк и ска-кор, практически не экспериментируя со звуком. Попытка обогатить звук секцией клавишных оказалась безуспешной — группе не удалось найти постоянного клавишника. Лирика группы претерпела значительные изменения, из репертуара Distemper почти исчезли остросюжетные истории. Место сторителлинга заняла популяризация позитивного мировоззрения.

Всю свою историю участники группы остаются последовательными оппонентами всех видов дискриминационных идеологий. Несколько песен Distemper посвятили проблемам расизма, уличного и политического насилия. Группа неоднократно выступала на антифашистских фестивалях в России и Европе.

## Состав

### Текущий состав
- Вячеслав «Дацент» Бирюков (вокал) c 1991 года
- Сергей «Бай» Байбаков (ударные) с 1989 года
- Юрий Ратников (труба) с 2015 года
- Дмитрий «Якудза» Семянников (бас-гитара, бэк-вокал) с 2019 года
- Степан Житнов (саксофон) с 2020 года
- Илья Большаков (гитара, бэк-вокал) с 2025 года
- Василий «Вася» Бодылин (тромбон) ... по 2019, с 2024 года (концерты Москва/Питер)

### Бывшие участники
- Павел «Кисель» Калинин (бас-гитара)
- Роман «Носатый» Шевчук (гитара, бэк-вокал) †
- Ильич (саксофон)
- Ксения Олейникова (саксофон)
- Макс (тромбон)
- Алексей «Лёха» Алексеев (труба)
- Виталик (труба)
- Лёлик (бас-гитара)
- Тёма (гитара)
- Александр (саксофон)
- Боба DUB (бас-гитара)
- Алексей «Лёха» Стукалов (гитара)
- Сергей Лепеха (саксофон)
- Константин Чупин (бас-гитара)
- Лев Косач (гитара, бэк-вокал)

## Дискография

### Студийные альбомы
- 1991 — Мы сегодня с Баем
- 1993 — Ой, ду-ду!
- 1995 — Город
- 1997 — Face Control
- 1999 — Ну всё!
- 2000 — Ska Punk шпионы
- 2001 — Доброе утро!
- 2001 — Hi, Good Morning
- 2003 — Нам по…!
- 2004 — Distemper
- 2005 — Подумай, кто твои друзья
- 2007 — Мир создан для тебя
- 2008 — My Underground
- 2009 — Всё или ничего
- 2013 — Гордость, вера, любовь
- 2017 — Мир, разделённый пополам
- 2018 — Best of Brass Time
- 2021 — Чистые души

### Концертные альбомы
- 1997 — Внатуре! Алё!! Хорош!!! (Live)

### Сборники
- 2003 год — Путеводитель по русскому року
- 2004 год — XV
- 2014 год — 25
- 2018 год — Best of Brass Time

### Сплит-альбомы
- 1999 год — Split EP (Distemper & Spitfire)
- 2003 год — Ska Punk Party (Distemper & The Know How)
- 2006 год — Если парни объединятся (Distemper & Тараканы!)

### Трибьюты
- 2005 год — НАИВные Песни - A Tribute To НАИВ
- 2010 год — Tribute to Distemper (2CD)

### Синглы & EP
- 2010 год — Получить ответ (Single)
- 2011 год — Я умираю для тебя (Single)
- 2019 год — Категория Б (Single)
- 2020 год — На троих (EP)
- 2020 год — На Троих [Акустика] (EP)
- 2020 год — Сделай Что-Нибудь Больше, Чем Просто Хайп! (Single)
- 2022 год — Лови волшебные мгновенья (Single)
- 2022 год — Последние блики свободы (Single)
- 2023 год — Время (EP)
- 2023 год — Совесть (ft. Нормы Морали) (Single)

### Концертные Записи
- 2010 год — Live in СПб, Клуб Орландина (2010.03.27)
- 2011 год — Live in Москва, Рок-Клуб XO (2011.07.01)
- 2011 год — Live in Москва, Рок-Клуб XO (2011.11.05)
- 2012 год — Live in Москва, Клуб Relax (2012.04.26)